# Malý Lipník (potok)
Malý Lipník je potok na území okresu Stará Ľubovňa, je to levostranný přítok Popradu s délkou 8,5 km.
Pramení v Lubovnianské vrchovině v lokalitě Metiská v nadmořské výšce kolem 770 m. Teče převážně jihojihovýchodním směrem přes bradlové pásmo, kterým se prořezává a vytváří kaňonovitou dolinu, tzv. Jarabinský prielom. Potok zde utvořil pět kaskád s hrnci o průměru až 6 m a hloubkou 3 m. Následně vstupuje do hornatiny Spišsko-šarišské medzihorie, do podcelku Ľubovnianska kotlina, a protéká obcí Jarabina, na jejímž území přibírá svůj nejvýznamnější přítok, zleva zpod sedla Vabec. Do Popradu ústí na území města Stará Ľubovňa v nadmořské výšce kolem 519 m.